# David Jacobs
David Lewis Jacobs (19 de mayo de 1926 - 2 de septiembre de 2013) fue un locutor de televisión británico conocido como presentador de televisión de la BBC de los años 1960 del programa Juke Box Jury, y como presidente de la BBC Radio 4 del foro político de larga data Any Questions? A principios de su trabajo de radio incluye piezas pequeñas de actuación: a través de los años interpretó a sí mismo o caracteres de presentador en producciones de cine, televisión y radio. Jacobs finalmente renunció como presentador de la BBC Radio 2, poco antes de su muerte, su carrera se extendió por más de 65 años.
Jacobs murió en su casa a la edad de 87, el 2 de septiembre de 2013, rodeado de su familia. Él había estado sufriendo de la enfermedad de Parkinson y también había sido tratado por cáncer de hígado por lo menos desde 2011.